# Helen T. Edwards
Pour les articles homonymes, voir Jordan.
Helen Thom Edwards (27 mai 1936 - 21 juin 2016) est une physicienne américaine. Elle était la responsable scientifique dans la conception et la construction du Tevatron au Fermilab.

## Carrière
Helen T. Edwards est principalement connue pour son rôle de responsable scientifique dans la conception, la construction, la mise en service et l'exploitation du Tevatron, qui a été pendant 25 ans le collisionneur de particules le plus puissant du monde,,. Le Tevatron a enregistré ses premières collisions proton-antiproton en 1985 et a été utilisé pour trouver le quark top en 1995 et le neutrino tauique en 2000, deux des trois particules fondamentales découvertes au Fermilab. Entre 1989 et 1992, Helen T. Edwards s'implique fortement dans le projet du Superconducting Super Collider (SSC) au Texas, finalement abandonné.
Après 1992, Helen T. Edwards contribue de manière significative au développement d'accélérateurs linéaires supraconducteurs à haut gradient, ainsi qu'au développement de sources d'électrons intenses. Elle joue un rôle clé dans le développement de la technologie des accélérateurs supraconducteurs auprès des équipes scientifiques de DESY à Hambourg. Elle dirige un groupe du Fermilab collaborant avec DESY dans les années 1990 et aide à construire le photoinjecteur du centre de test TESLA du laboratoire allemand. Depuis, le Fermilab développe la technologie des accélérateurs supraconducteurs qui constitue une technologie essentielle pour les futurs accélérateurs de protons.

## Éducation
Helen T. Edwards est diplômée de la Madeira School en 1953 puis fréquente l'université Cornell. Elle y obtient une licence en physique en 1957 avant de poursuivre un master au département de physique sous la direction de Kenneth Greisen, en travaillant au développement des gerbes électromagnétiques. Elle obtient son doctorat en 1966, sous la direction de Boyce McDaniel au Laboratoire d'études nucléaires de l'université de Cornell.

## Postes
Après avoir obtenu son doctorat en 1966, Helen T. Edwards poursuit son travail dans le domaine des études nucléaires à l'Université de Cornell en tant qu'associée de recherche, et travaille sur le projet du synchrotron à électrons 10 GeV sous la supervision de Robert R. Wilson. Helen T. Edwards le rejoint ensuite lorsque celui-ci part au Fermilab (Fermi National Accelerator Laboratory) en 1970.
Lorsqu'elle commence à travailler au Fermilab, elle est chargée de la division des accélérateurs. Dans son travail le plus reconnu, elle a supervisé la construction du Tevatron, l'un des accélérateurs de particules supraconducteurs les plus puissants jamais construits. Son travail était supervisé par Leon Lederman.
- 1966-70 associée de recherche, Synchrotron à électrons 10 GeV, université de Cornell
- 1970-87 directrice associé du groupe des accélérateurs, Fermilab
- 1987-89 directrice de la division des accélérateurs, Fermilab
- 1989-92 directrice et directrice associée de la division des supraconducteurs, Superconducting Super Collider Laboratory, Dallas
- 1992-2010 Scientifique invitée, Fermilab

## Prix et distinctions
- Prix USPAS pour les réalisations en physique et technologie des accélérateurs 1985[8]
- E. Prix O. Lawrence, Département américain de l'énergie 1986[9]
- Bourse de la Fondation MacArthur 1988[10]
- Élue à la National Academy of Engineering (1988)
- National Medal of Technolgy 1989[11]
- Prix Robert R. Wilson pour les réalisations dans le domaine de la physique des accélérateurs de particules, décerné par la Société américaine de physique (2003)